# Sociedad Castellana de Excursiones
La Sociedad Castellana de Excursiones fue una sociedad dedicada al excursionismo científico que se fundó en Valladolid en 1903 a iniciativa del escritor Narciso Alonso Cortés "para fomentar el conocimiento de la región que comprende los antiguos reinos de Castilla y León" (art. 1.1 del Reglamento) y "Estrechar los lazos de unión entre las mismas provincias" (art 1.3 del Reglamento).
Editó una revista llamada Castilla artística e histórica, boletín de la Sociedad Castellana de Excursiones, entre 1903 y 1919. Escribieron en esta revista Juan Agapito y Revilla (vallisoletano), Luciano Huidobro Serna (burgalés), Vicente Lampérez (madrileño), José Martí y Monsó (valenciano; vallisoletano de adopción), Rafael Navarro (palentino), Gregorio Sancho Pradilla (palentino), Francisco Simón y Nieto (palentino), Leopoldo Torres Balbás (madrileño), entre otros.
Otros colaboradores fueron: Pedro Alcántara Basanta, Ramón Álvarez de la Braña, Dario de Areitio, Pedro Beroqui, Luis Bertrán y Castillo, Pedro Carreño, Joaquín Elías y Juncosa, Cristóbal Espejo, Fidel Fita, Salvador García Pruneda, Manuel Gómez Moreno, Fernando Hernández Alejandro, José Mesa y Ramos, Ramón Núñez Fernández, Julián Paz, Federico Sangrador Minguela, Elías Tormo y Ricardo M. Unciti.